# NWA Power
NWA Power, o semplicemente Power e noto anche come Powerrr, è un programma televisivo di wrestling statunitense prodotto dalla National Wrestling Alliance a partire dall'8 ottobre 2019 e mandato in onda negli Stati Uniti ogni martedì su FITE TV.

## Storia
Il 1º maggio 2017 Billy Corgan ha acquistato la National Wrestling Alliance, inclusi nome, diritti, marchi e cinture. La nuova proprietà è entrata in vigore il 1º ottobre 2017. Corgan, il vicepresidente Dave Lagana e il loro team di produzione avrebbero ricostruito il marchio NWA, riconoscendo la sua storia dal suo inizio originale nel 1948, mentre gradualmente si trasformava in un'entità singola.
Nel settembre 2019, la NWA ha annunciato le registrazioni per uno show televisivo settimanale, chiamato NWA Power. Le prime registrazioni si sono svolte il 30 settembre e il 1º ottobre presso i GPB Studios di Atlanta, in Georgia, che da allora è stata soprannominata "NWA Arena". Lo show debuttò l'8 ottobre 2019, alle 18:05, che è un richiamo allo show della World Championship Wrestling, che, quando si chiamava Jim Crockett Promotions era uno dei territori della NWA, andava in onda il sabato alle 18:05 dai primi anni settanta fino al 1992.
Il giornalista di WOAI-TV San Antonio Joe Galli e il manager e promoter Jim Cornette sono stati i primi commentatori. David Marquez, proprietario della Championship Wrestling from Hollywood funge da intervistatore e annunciatore, mentre Kyle Durden come intervistatore nel backstage.
L'episodio del 19 novembre 2019 è stato rimosso a causa delle osservazioni di Cornette che alcuni hanno ritenuto razziste. NWA ha rilasciato una dichiarazione il giorno successivo annunciando le dimissioni del commentatore ed è stato sostituito da Stu Bennett che si è unito a Galli a partire dal pay-per-view NWA del 14 dicembre, Into the Fire.
Martedì 13 aprile 2021, ha debuttato Powerrr Surge, che va in onda ogni 3 settimane con interviste ai wrestler, incontri mai visti e riassunti dei precedenti episodi di Power.
Nel febbraio 2024 Powerrr ha ricevuto il premio come "peggior show televisivo" del 2023 da Wrestling Observer Newsletter.